# Sidi Ahmed Ou Amar
Sidi Ahmed Ou Amar  (in arabo سيدي أحمد أو عمرو‎?) è un centro abitato e comune rurale del Marocco situato nella provincia di Taroudant, regione di Souss-Massa. Conta una popolazione di 15 982 abitanti (censimento 2014).